# Sandra Collantes
Sandra Collantes, née un 17 juin à Alcalá de Henares, est une actrice espagnole de cinéma, théâtre et télévision. 

## Filmographie

### Cinéma
- 2005 : R2 y el caso del cádaver sin cabeza d'Álvaro Sáenz de Heredia : Ana María
- 2008 : Gente de mala calidad de Juan Cavestany : l'agent d'adoption
- 2008 : Una palabra tuya d'Ángeles González-Sinde : Zapatera
- 2014 : Historias de Lavapiés de Ramon Luque : Amanda
- 2014 : De chica en chica de Sonia Sebastián : Carmen

### Télévision
- 2001 : Antivicio (série télévisée)
- 2001 : Esencia de poder (série télévisée) : Aurora
- 2003 : Luna negra (série télévisée) : Andrea Luque
- 2004-2005 : Cuéntame (série télévisée) : Almudena
- 2005 : Obsesión (série télévisée) : Chavela
- 2005-2006 : Amar en tiempos revueltos (série télévisée) : Beatriz de la Palma
- 2008 : Lalola (série télévisée) : Lorena
- 2008-2009 : Cuestión de sexo (série télévisée) : Sandra
- 2008-2009 : Chica busca chica (es) (série télévisée) : Carmen
- 2008 : Herederos (es) (série télévisée) : Ex de Mónica
- 2012 : Frágiles (série télévisée)

## Vidéoclips
- Sandra Collantes apparaît dans le clip Cuanta Gotera du groupe espagnol Forraje dans un duo lesbien amour-haine avec la chanteuse Ondina Maldonado[1].